# Kerkhof van Lederzele
Het Kerkhof van Lederzele is een gemeentelijke begraafplaats in de gemeente Lederzele in het Franse Noorderdepartement. Het kerkhof ligt rond de Onze-Lieve-Vrouw-Hemelvaartkerk in het dorpscentrum.

## Britse oorlogsgraven
Op het kerkhof bevinden zich 3 geïdentificeerde Britse oorlogsgraven uit de Eerste Wereldoorlog. De graven worden onderhouden door de Commonwealth War Graves Commission. In de CWGC-registers staat het kerkhof als Lederzeele Churchyard.